# Fronteira Maláui–Moçambique
A fronteira entre Maláui e Moçambique é a linha que limita os territórios do Maláui e de Moçambique. Foi definida pelo acordo anglo-português de 18 de novembro de 1954.
Começa na tríplice fronteira de ambos os países com a Zâmbia, no Planalto de Angónia e segue uma linha muito irregular ao longo do rio Chire para sul e sudeste, passa entre Calómue e Dedza e segue até perto de Vila Nova da Fronteira. Aí faz uma inflexão para norte, passa junto a Milange e depois na margem oriental do Lago Chilwa e do Lago Chinta, seguindo até à margem oriental do lago Niassa, onde termina. Neste lago, mais para norte, existem ilhas do Maláui (as ilhas Licoma e Chizumulu) que estão mais próximas da costa moçambicana do que do resto do Maláui.